# Ophiophyllum
Ophiophyllum is een geslacht van slangsterren uit de familie Ophiuridae. De wetenschappelijke naam van het geslacht werd in 1878 voorgesteld door Theodore Lyman. Hij plaatste als enige soort Ophiophyllum petilum in het geslacht, die daarmee automatisch de typesoort werd.

## Soorten
- Ophiophyllum atlanticum Stöhr & Segonzac, 2005
- Ophiophyllum borbonica Vadon & Guille, 1984
- Ophiophyllum concinnus Litvinova, 1981
- Ophiophyllum marginatum A.H. Clark, 1916
- Ophiophyllum minimum Stöhr, Sautya & Ingole, 2012
- Ophiophyllum nesisi Martynov & Litvinova, 2008
- Ophiophyllum novaecaledoniae Vadon, 1991
- Ophiophyllum petilum Lyman, 1878
- Ophiophyllum teplium McKnight, 2003